# Schistocerca melanocera
Schistocerca melanocera är en insektsart som först beskrevs av Carl Stål 1861.  Schistocerca melanocera ingår i släktet Schistocerca och familjen gräshoppor. Inga underarter finns listade i Catalogue of Life.

## Bildgalleri

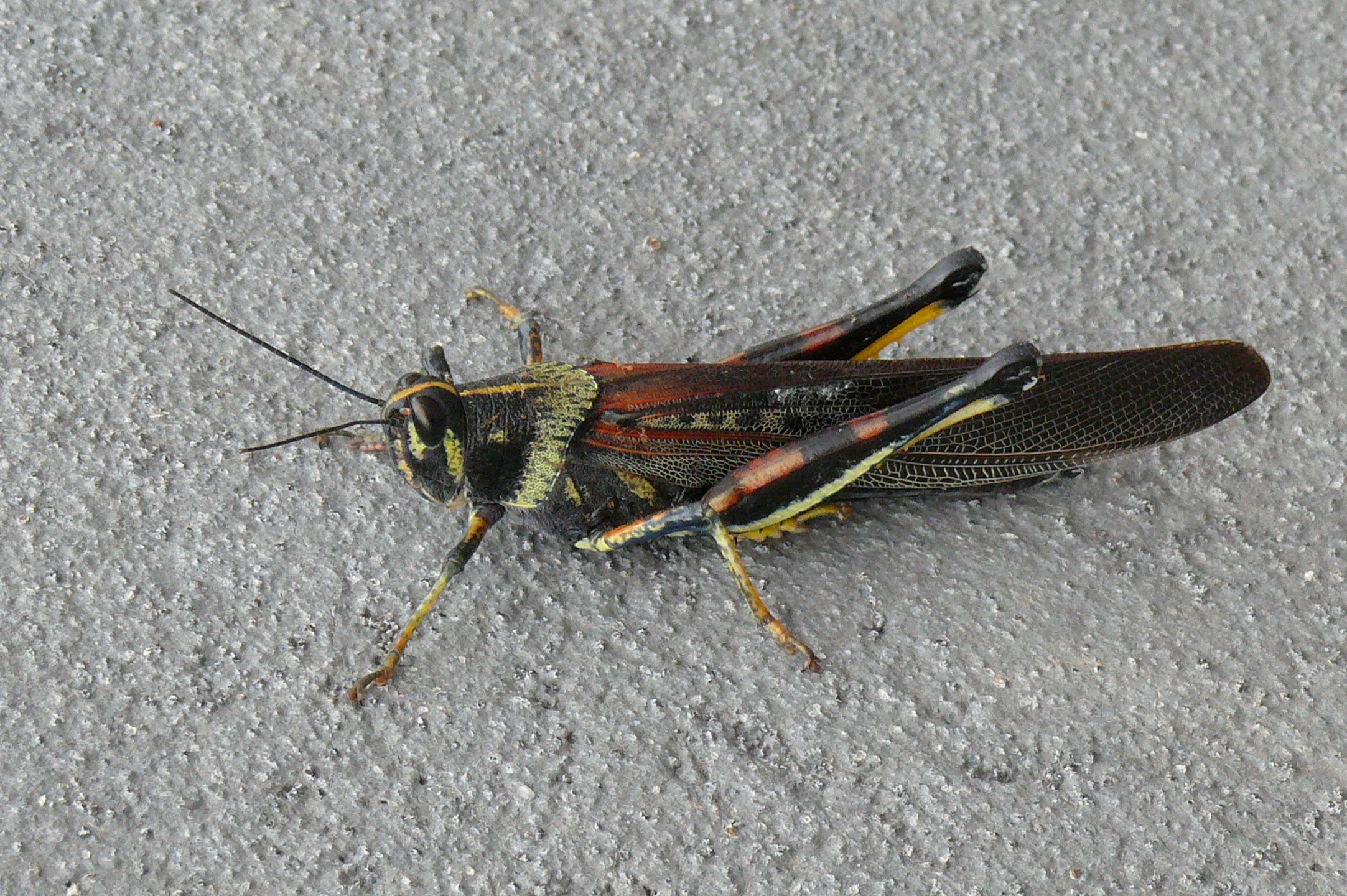
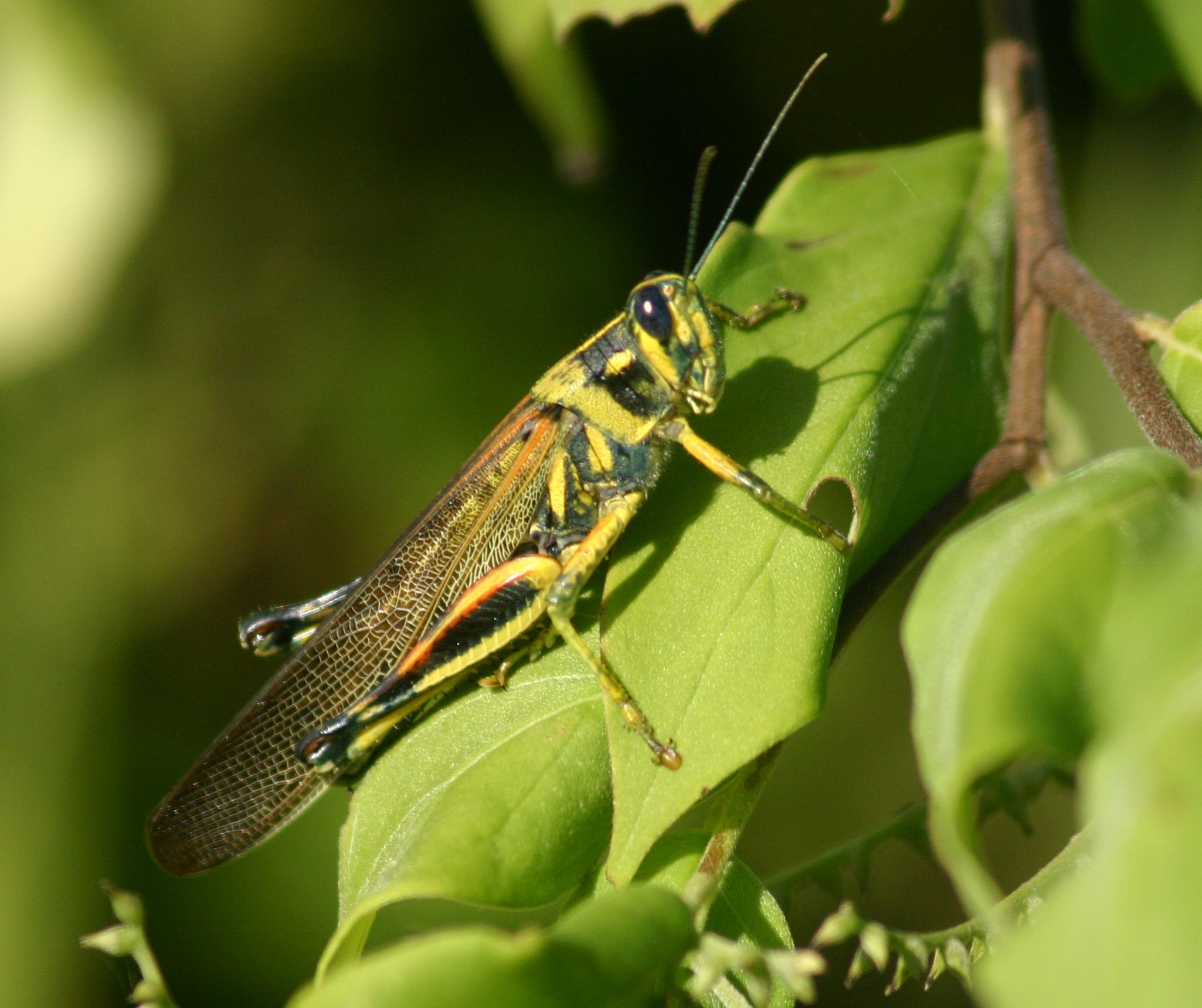